# Момот Іван Михайлович
Іван Михайлович Момот — український політик. Голова Полтавської обласної ради з 18 листопада 2010 до 22 лютого 2014 року.
Заслужений економіст України.

## Життєпис
Народився 1 листопада 1958 року у селі Гиряві Ісківці Лохвицького району Полтавської області.
Закінчив Полтавський державний педагогічний інститут ім В. Г. Короленка, Полтавский університет споживчої кооперації України.
Трудову діяльність Іван Момот розпочав слюсарем-ремонтником на Полтавському тепловозоремонтному заводі, служив у Збройних силах, викладав історію і суспільствознавство у Полтавському ПТУ № 3, працював на різних посадах у комсомольських та партійних органах, заступником генерального директора, генеральним директором асоціації «Молодіжна ініціатива», директором ТОВ «АСМІ», заступником голови Полтавської облдержадміністрації.
20 квітня 2010 року на двадцять п'ятій позачерговій сесії обласної ради Іван Момот обраний заступником голови обласної ради.
18 листопада 2010 року Іван Момот обраний головою Полтавської обласної ради шостого скликання.
Одружений, має сина.
Вийшов з Партії регіонів[коли?][джерело?].